# Morena denna

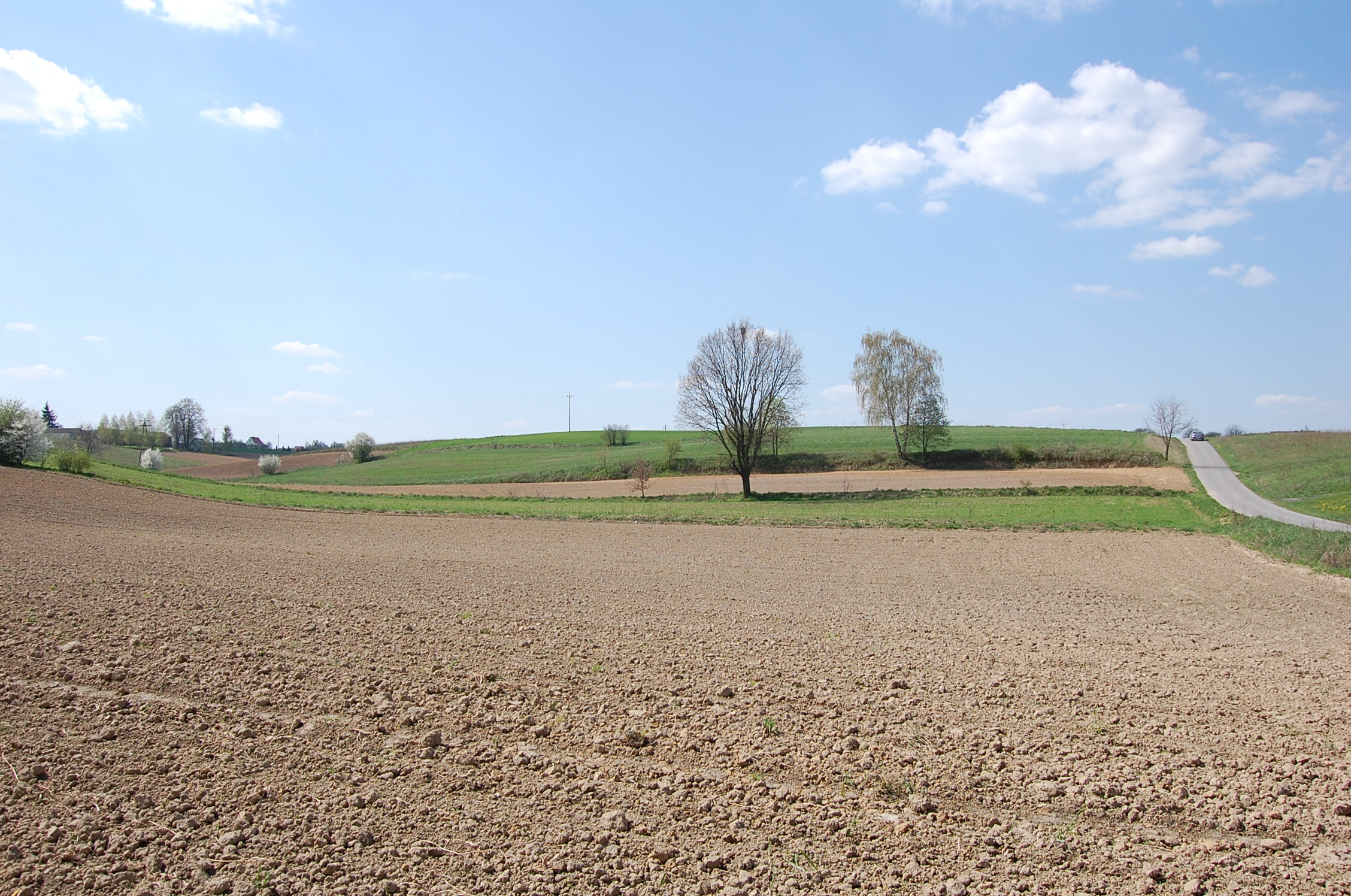
Moreny denne w Polsce zajmują często pola uprawne

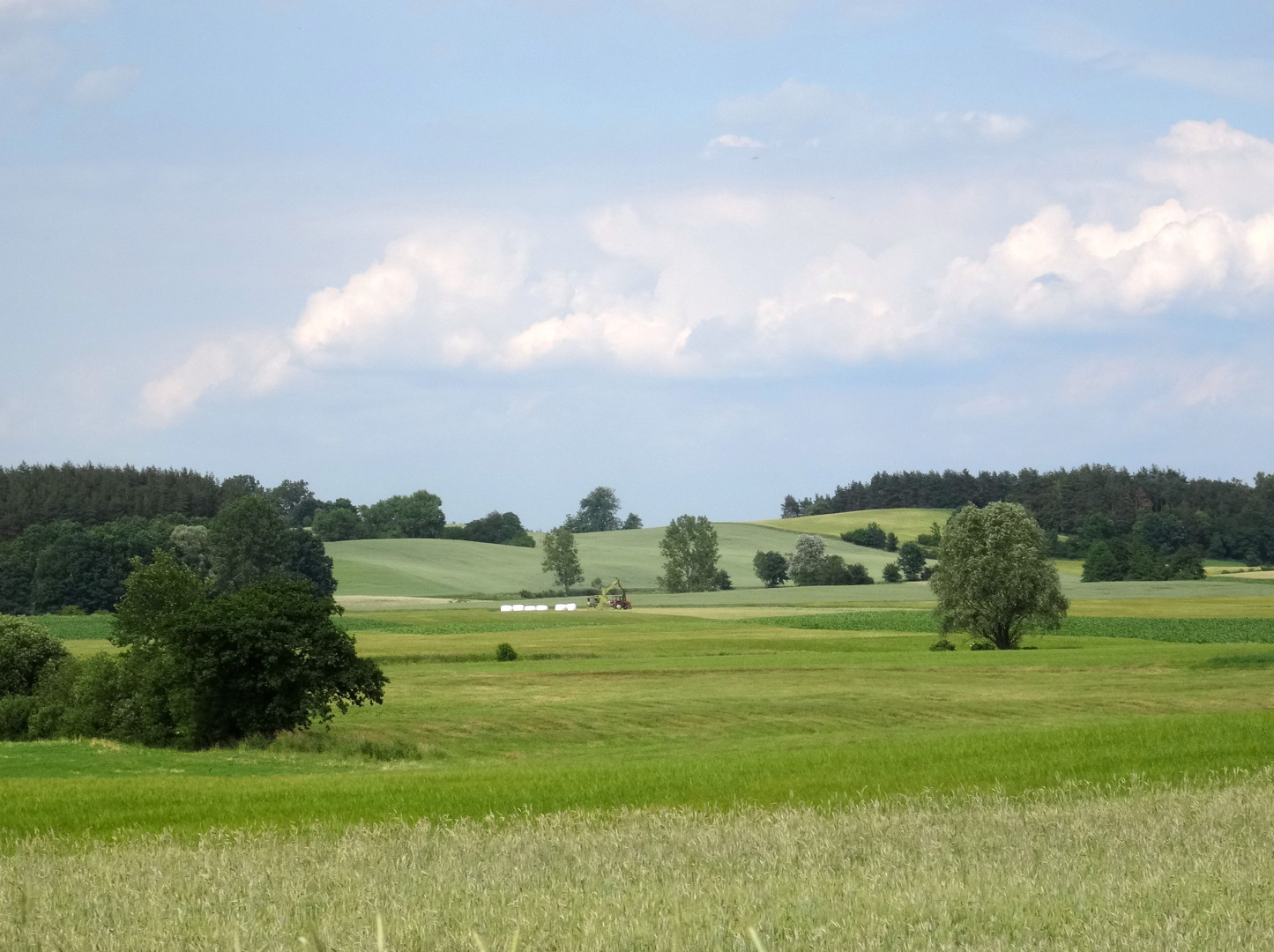
Falisty teren morenowy na Pojezierzu Krajeńskim

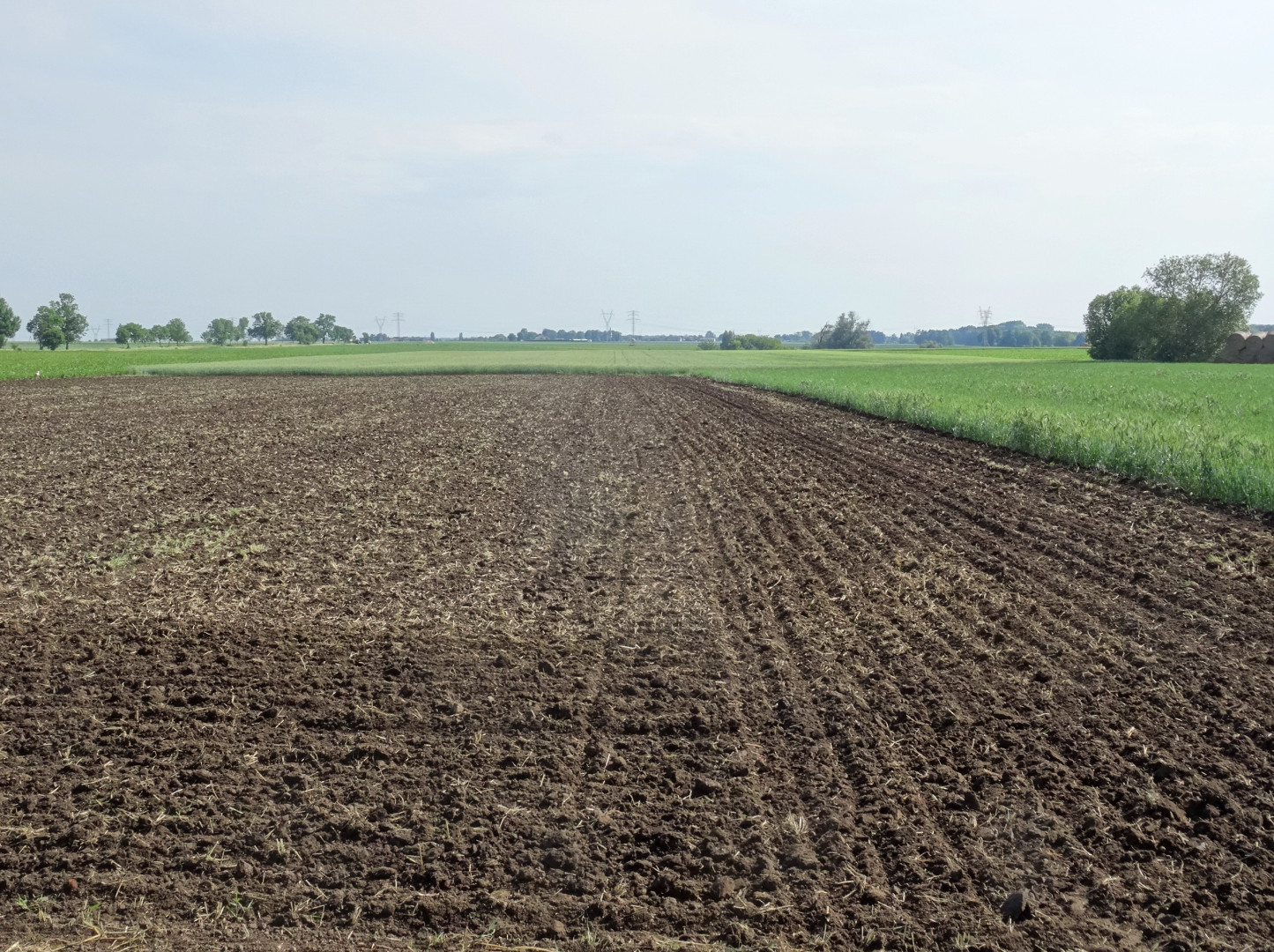
Płaska morena denna na Kujawach (Równina Inowrocławska)

Morena denna – rodzaj moreny, której materiał skalny, pochodzący z niszczenia (zdzierania) podłoża i materiału wytopionego z lodowca, transportowany jest przez lodowiec w jego dolnej części (stopa lodowca). Po stopnieniu lodowca następuje odsłonięcie moreny dennej w postaci lekko falistych równin, charakterystycznych np. dla Niżu Środkowoeuropejskiego. Jest to forma powstała wskutek działania procesów budujących (akumulacja lodowcowa).

## Cechy szczególne i występowanie na obszarze Polski
Moreny denne zajmują znaczne obszary Polski objęte zlodowaceniami: bałtyckim, środkowopolskim i krakowskim. Zbudowane są głównie z materiału gliniastego (ilasto-piaszczystego), zawierającego w sobie dość liczne, bezładnie rozrzucone głazy.
Glina zwałowa pokrywa teren warstwą o grubości od kilku do kilkudziesięciu metrów. Składa się na nią materiał, wmarznięty niegdyś w lodowiec, który po stopieniu lodu został osadzony na skałach podłoża. Niekiedy zawartość materiału piaszczystego w morenie lub sposób jej osadzenia powoduje, że pozostały po ustąpieniu lodowca materiał stanowią nieuwarstwione piaski z głazami – piaski zwałowe.

### Młodsza morena denna
Młode wysoczyzny morenowe zajmują rozległe obszary w zasięgu zlodowacenia bałtyckiego, przy czym w miarę posuwania się ku południu są one coraz starsze.
Ze względu na to, że ilość materiału morenowego w lodowcu nie była równomiernie rozłożona, młoda wysoczyzna morenowa nie ma powierzchni zupełnie płaskiej. Charakteryzuje ją niewielkie, nieregularne wzniesienia i zagłębienia. Zagłębienia te nie posiadają odpływu i wypełnione są często przez oczka polodowcowe, a czasem stanowią bagna lub podmokłe łąki. Znaczna część tych zagłębień powstała przez wytopienie się płatów i brył martwego lodu, pozostałych tu pod powierzchnią gruntu bezpośrednio po ustąpieniu lodowca. Deniwelacje tych form na powierzchni wysoczyzny są na ogół niewielkie, rzędu kilku metrów. Rzadziej spotyka się tu również większe jeziora.
Obok tego najczęstszego typu powierzchni występują też typy inne, rzadsze, powstałe w specyficznych warunkach topnienia lodowca. Należą do nich np. powierzchnie bardziej pagórkowate, o większych deniwelacjach, charakterystyczne dla obszarów, gdzie przy topnieniu lodowca powstawało dużo martwego lodu oraz pola drumlinowe.
W bezpośrednim sąsiedztwie pradolin i w strefie pobrzeża morskiego powierzchnia młodszej wysoczyzny bywa wygładzona i stosunkowo mniej urozmaicona niż na wysoczyznach wyżej położonych. Przyczyną tego jest zrównanie przez wody roztopowe lodowca jeszcze przed wyżłobieniem pradolin, albo przez wody Bałtyku, gdy po ustąpieniu lądolodu poziom morza był wyższy niż obecnie.
Z biegiem czasu obszary moreny dennej ulegają rozcięciu i rozczłonkowaniu przez wody płynące, które siecią dolin rzecznych coraz głębiej wkraczają na jej obszar.

### Starsza morena denna
Starsze wysoczyzny morenowe zajmują rozległe przestrzenie w południowej Wielkopolsce, na Mazowszu i na Podlasiu, stanowiąc w tych okolicach dominujący typ krajobrazu.
Wiążą się one z utworami starszych zlodowaceń (środkowopolskiego i krakowskiego). Materiał, z którego są one w większości zbudowane (glina zwałowa, lub piaski zwałowe) jest ten sam co w przypadku młodszej moreny dennej. Jednakże powierzchniowa ich warstwa w miarę posuwania się ku południu zawiera coraz mniej substancji ilastych, które najłatwiej ulegają wypłukaniu przez wody, natomiast zwiększa się w niej zawartość piasków i materiału grubszego.
Pierwotna rzeźba obszarów starych moren dennych w Polsce, jaka istniała bezpośrednio po ustąpieniu lodowca, została już rozmyta i rozczłonkowana przez działalność wód i inne czynniki. W krajobrazie dominują rozległe, wygładzone płaszczyzny zboczy, opadające łagodnie w różnych kierunkach ku rysującej się mniej lub bardziej wyraźnie sieci linii odpływowych. Jeziora polodowcowe i rynny uległy już zasypaniu i zatarciu. Natomiast formy zbudowane z materiału grubszego, który wodzie trudniej jest unieść, zachowały się zupełnie nieźle (ozy, moreny czołowe).
Na obszarach Polski środkowej dość często spotyka się zagłębienia i maleńkie jeziorka, przypominające oczka polodowcowe. Wiążą się one ze specyficznymi warunkami klimatycznymi, jakie panowały w czasie zlodowacenia bałtyckiego, w tej strefie, będącej wtedy tundrą na przedpolu lądolodu. Na starszych wysoczyznach morenowych, położonych na wschód od obszarów piaszczystych, spotyka się także wydmy śródlądowe.

### Zrównane i obniżone moreny denne
Obszary tego rodzaju występują w Polsce w postaci pasów o szerokości do 30 km, ciągnących się z przerwami po obu stronach pradolin, a zwłaszcza Pradoliny Warszawsko-Berlińskiej oraz doliny Wisły między ujściami Wieprza i Bugo-Narwi.
Materiał, z którego są zbudowane wysoczyzny na tych obszarach jest charakterystyczny dla moren dennych. Przyczyną odmienności krajobrazu jest fakt, że w okresie topnienia i cofania się lodowca płynęły po niej wody roztopowe wraz z wodami rzek przedpola lodowca obniżając i wyrównując jej powierzchnię, dopóki nie wyżłobiły sobie niżej leżącej i węższej pradoliny.
Obszary te stanowią przeważnie równiny, lekko tylko nachylone w jednym kierunku i bardziej płaskie niż starsze moreny denne. Na ich powierzchni spotyka się niekiedy podmokłości, a także wydmy śródlądowe, które przywędrowały tu z obszarów piaszczystych teras pradolinnych. Obniżenie powierzchni spowodowało także, że w niektórych miejscach ukazują się w terenie utwory starsze, zalegające głębiej, np. iły.